# Terje Rød-Larsen
Terje Rød-Larsen (Bergen, 1947. november 22. –) norvég szociológus, diplomata, politikus, aki a palesztin-izraeli béketárgyalások tető alá hozásában játszott fontos szerepet és az ő jelentős közreműködésének köszönhetően történt meg az oslói egyezmény megkötése. 2004. óta a Nemzetközi Békebizottság elnöke.

## Élete
Rød-Larsen a norvégiai Bergenben született és itt is nőtt fel. Gimnáziumi tanulmányait követően az egyetemen szociológiát tanult, melyből le is doktorált. 1981-ig egyetemen tanított, időközben meg is nősült, Mona Juul diplomatát véve el feleségül. 1981-ben részt vett a FAFO alapítvány létrehozásában, melynek első igazgatója lett.
1989-ben feleségét a Norvég Külügyminisztérium Kairóba küldte, Rød-Larsen is vele tartott. Egyiptomi tartózkodása idején tanulmányozta az izraeli és palesztinai életviszonyokat, tanulmányaival felkeltve a norvég külügyminiszter, Johan Jørgen Holst figyelmét, aki a külügyminisztérium különleges közel-keleti megbízottjának nevezte ki. Rød-Larsen 1993-ban már ebben a tisztségében vett részt az izraeli-palesztin oslói egyezmény megkötésében.
1994 – 1996 között Butrosz Butrosz-Gáli korábbi ENSZ-főtitkár különleges megbízottjaként tevékenykedett, 1996-ban rövid ideig Thorbjørn Jagland norvég miniszterelnök kormányában volt miniszter. 1999-ben Kofi Annan ENSZ-főtitkár az ENSZ megbízottjának nevezte ki a Palesztinai Felszabadítási Szervezet és a Palesztin Nemzeti Hatóság irányába, fennhatósági területe Ciszjordániára és a Gázai övezetre is kiterjedt. Erről a tisztségéről 2004-ben mondott le, hogy elvállalhassa a Nemzetközi Békebizottság elnöki pozícióját.

## Megjelenése a kultúrában
- Oslo, film, rendező: Bartlet Sher, 2021.